# スコーキー (イリノイ州)
スコーキー（Skokie）は、アメリカ合衆国イリノイ州のクック郡にある村。人口は6万7824人（2020年）。シカゴの北に隣接している。

## 概要
名称はアメリカ先住民の地名を継承している。比較的大きなユダヤ人のコミュニティーがある。
シカゴ交通局のイエローラインが村の中心まで乗り入れており、通勤に便利な街である。

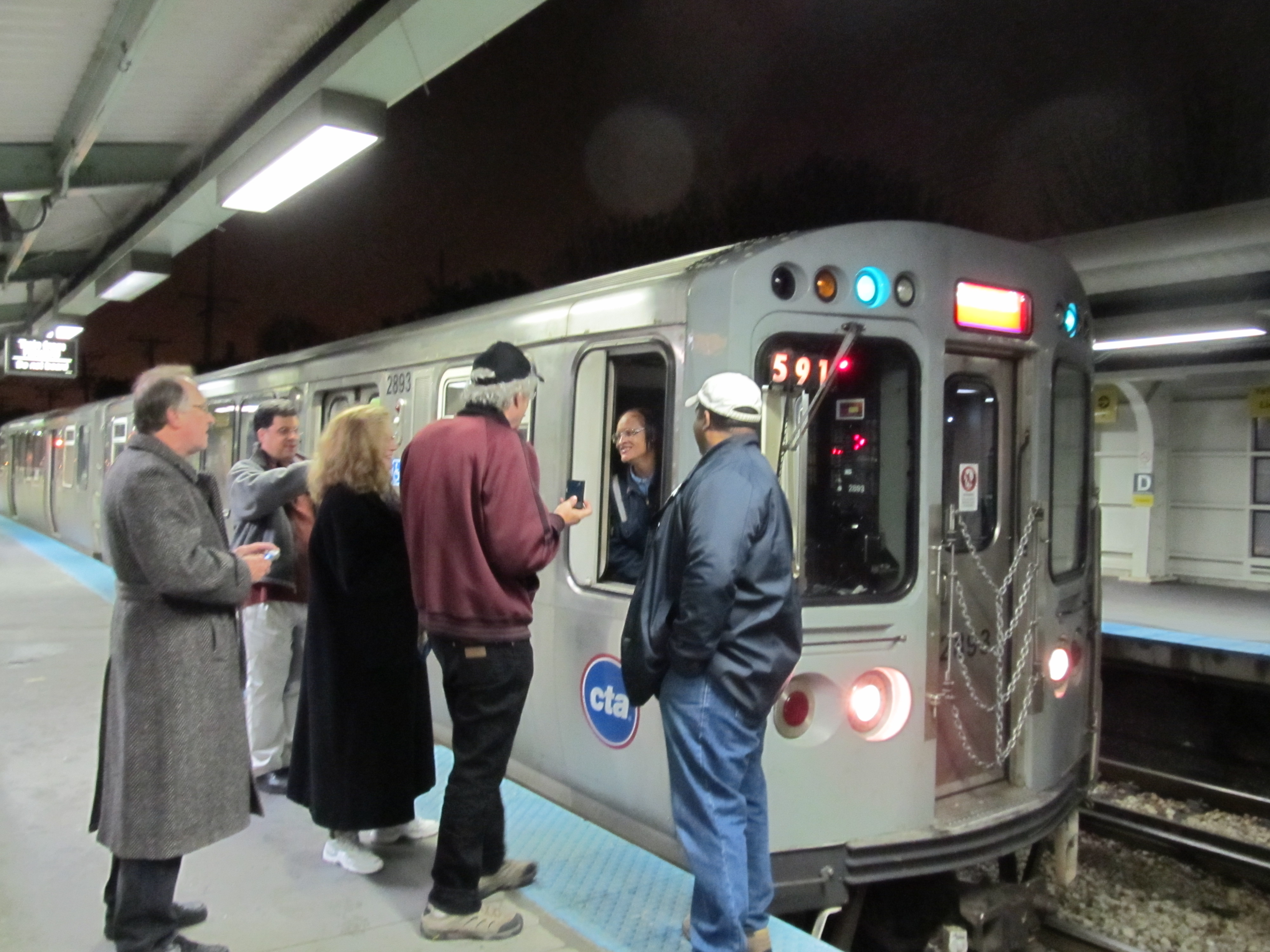
デンプスター駅 乗り場